# Det folk som vandrar i mörkret
Det folk som vandrar i mörkret är en psalm med text Jesaja 9:2 och musiken är skriven av Jerker Leijon.

## Publicerad i
- Psalmer i 90-talet som nr 838 under rubriken "Kyrkans år".
- Psalmer i 2000-talet som nr 932 under rubriken "Kyrkans år"